# Čeněk Semerád
Čeněk Semerád (4. června 1862 – 9. října 1948) byl československý spisovatel, nakladatel, řídící učitel, překladatel a autor řady učebních příruček a redaktor Zeměpisných přehledů.

## Překlady
Přeložil mnoho děl do českého jazyka, například Pohádky od Oscara Wilda, Polské pohádky národní od Antoniho Józefa Glińskiho nebo Znovuzrození od Vasilije Ivanoviče Němiroviče-Dančenka.

## Vlastní díla
Mezi jeho známější díla patří Věda astronomická, Zeměpis hvězdářsky a Bájky Lafontaineovy.